# ۵۶۹ (خورشیدی)
۵۶۹ پانصد و شصت و نهمین سال هجری خورشیدی است.